# Alessandro IV d'Imerezia
Alessandro IV di Imerezia, in georgiano ალექსანდრე V? (Kutaisi, ... – Ruisi, 1695), è stato re d'Imerezia (1683-1690; 1691-1695).

## Biografia
Figlio naturale di Bagrat V d'Imerezia e di una concubina, fu ostaggio politico alla corte di Giorgio XI di Cartalia alla morte di suo padre nel 1681. Giorgio III Gurieli, Principe di Guria, riuscì a colmare il vuoto di potere in Imerezia, ed ottenne la corona del regno in quello stesso anno. Ad ogni modo, Giorgio XI ed i nobili imereziani si assicurarono che gli ottomani riconoscessero Alessandro quale legittimo sovrano, deponendo il principe Gurieli nel 1683.
Alessandro diede quindi in sposa sua sorella Darejan al suo potente vassallo Paata Abashidze, signore dell'Alta Imerezia, e riuscì a sconfiggere l'opposizione aristocratica guidata dal principe Gurieli nel 1684. Per impedire una totale egemonia ottomana sull'area, però, Alessandro trasferì la propria lealtà allo scià Suleiman I di Persia nel 1689, ma venne espulso dai turchi in Cartalia nell'agosto del 1690.
Nel 1691, tramite la mediazione di Eraclio I di Cartalia e del governo persiano, Alessandro venne restaurato in Imerezia dopo un anno di anarchia, solo per essere poi detronizzato da una faida di nobili capeggiata da suo suocero, il principe Giorgi-Malakia Abashidze. I capi del colpo di stato spedirono Alessandro al re anti-persiano di Cartalia, Giorgio XI, il quale lo giustiziò e lo seppellì nella chiesa di Ruisi nel 1695.

## Famiglia
Alessandro sposò nel 1691, Tamar (1681–1716), figlia del principe Giorgi-Malakia Abashidze. Prima di questa unione convisse con una nobildonna (Nino Gurieli, secondo Cyril Toumanoff), che gli diede due figli, Simone e Giorgio. Alessandro ebbe altre due figlie, probabilmente nate da Abashidze:
- Simone (m. 1701) fu re d'Imerezia dal 1699 al 1701.
- Giorgio VII (m. 1720) fu re d'Imerezia, con intromissioni, dal 1707 al 1720.
- Una figlia (m. 1720), che sposò il principe Bezhan Tsereteli (m. 1680).
- Una figlia (fl. 1709), che sposò Shoshita III, Duca di Rach'a (m. 1729).